# La Caseta (els Masions)
La Caseta, és una masia de l'antic nucli dels Masions, de l'antic terme de Fígols de Tremp, pertanyent actualment al municipi de Tremp. És al sud de la Serra del Masió i al nord-oest del Tossalet del Morral, a l'esquerra del barranc del Masió. Està situada a la part central dels Masions, al sud de Casa Xaet, a l'oest-sud-oest de la Masia del Rei, a l'est-nord-est de la capella de la Mare de Déu del Roser i de Mas del Pere i Casa Pauet.
Es tracta d'una antiga masia que compren diversos edificis que s'annexen entre si de manera lineal i que s'acompanyen de dos patis. L'habitatge consta de planta baixa, pis i golfes i està construïda amb pedra del país sense treballar rejuntada amb fang. El parament està a la vista. Disposa de múltiples obertures de petites dimensions i de tall senzill repartides de manera endreçada. S'alternen les formes quadrangulars amb les formes rectangulars i estan coronades amb llinda de fusta. La coberta, a dues vessants, està construïda amb embigat de fusta i llosa i presenta una xemeneia. A la façana sud-est s'annexa una petita nau i una porxada. Té un pati de forma trapezoïdal.